# گوادالوپ (اویلا)
گوادالوپ (انگلیسی: Guadalupe, Huila) نام شهری در کشور کلمبیا است.